# سینمای غنا

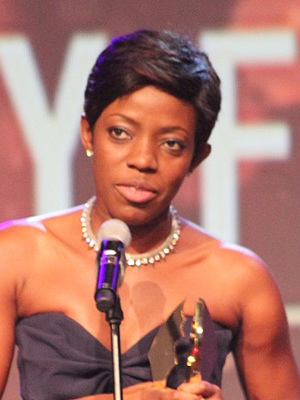
شرلی فریمپونگ-مانسو ۲۰۱۴. سرشناس‌ترین سینماگر حال حاضر سینمای غنا

سینمای غنا در حدود اوایل دهه ۲۰ هنگامی که این کشور هنوز مستعمره بریتانیا بود و ساحل طلا نام داشت، سرو شکل گرفت. آنچه در آن سال‌ها به عنوان فیلم خبری مستند و فیلم‌های انگلیسی و آمریکایی نمایش داده می‌شد، فقط به طبقه مرفه مربوط بود و به مردم بومی فرصتی برای دیدن سینما داده نمی‌شد.

## پیشینه
بعد از جنگ جهانی دوم و از سال ۱۹۴۸ سینما توسط ماشین‌های باری بزرگ یا ون‌ها به روستا برده شد. امپراطوری بریتانیا در این اندیشه بود که با پخش فیلم‌های خبری و تبلیغاتی و همچنین آثار سینمایی خاص مردم بومی را تحت سیطره فکری خود داشته باشد. این مهم را واحد فیلم مستعمرات Colonial Film Unit بر عهده داشت. برخی از فیلم‌های تولید شده در این مرکز به تفاوت فرهنگ آفریقا با غرب می‌پرداخت. این واحد فیلم در ساحل طلا برای تشویق بهبود در بهداشت، محصولات کشاورزی، زندگی، بازاریابی و همکاری‌های انسانی فیلم‌هایی باب میل روستایی‌ها و مردم بومی تولید کرد. در اوایل دهه ۱۹۵۰ امور آموزش فیلم‌سازی توسط این واحد در دستور کار قرار گرفت و جوانان مستعد ساحل طلا در زمینه هنر سینما شناسایی شدند و در ساخت و تولید همین کارهای سینمایی تبلیغاتی همکاری کردند.

## سینمای مدرن و گالیوود
مردم غنا از سینمای حال حاضر این سرزمین با نام گالیوود یاد می‌کنند. پس از استقلال ساحل طلا از بریتانیا و تشکیل کشور غنا در سال ۱۹۶۰ قوام نکرومه رئیس‌جمهور این کشور، در چند گروه جوانان مستعد را برای یادگیری فیلم و سینما به کشورهای دیگر اعزام کرد. نتیجه این اقدام هوشمندانه قابل توجه بود. این افراد در بازگشت برای احیای غرور از دست رفته مردم این سرزمین در دوران استعمار فیلم‌های بلند مستند معتبری ساختند و در سال ۱۹۶۴ با تأسیس شرکت فیلم غنا (GFIC) درآکرا، فیلمسازانی آموزش دیده و حرفه‌ای تا سال ۱۹۶۶ بیش از ۱۵۰ اثر سینمایی تولید کردند. پس از سقوط دولت قوام نکرومه در ۱۹۶۶ و پس از جنگ و درگیری و کودتاهای فراوان بین سال‌های ۱۹۶۶ تا ۱۹۹۳ سینمای در حال رشد غنا عملاً با سر به زمین‌خورد و رو به افول نهاد.
اولین فیلم مستقل بومی غنا توسط کووا انسابا نام عشق دم کرده در گلدان آفریقایی در سال ۱۹۸۱ تولید شد. پس از آن آمپاو شاه که در آلمان سینما تحصیل کرده بود یک فیلم مستند شاخص به نام جاده‌ای به سوی آکرا ساخت. در این دهه جوانان مستعد به فیلم‌سازی با دوربین وی اچ اس روی آوردند و فیلم‌های بلندی با همین روش ساختند. این روند فیلم‌سازی، اما به مذاق شرکت فیلم غنا خوش نیامد و کم‌کم با سخت‌گیری مانع ساخت چنین آثاری شد. در سال ۱۹۹۶ این شرکت ۷۰ درصد سهام خود را به یک شرکت مالزیایی فروخت و عملاً تولید و ساخت فیلم در غنا به محاق فرورفت. فیلم‌های دو گویشی به فیلم‌های کوماودد، و فیلم‌های انگلیسی و تمام فیلم‌های ساخته شده در غنا را فیلم‌های گالیوود می‌نامند.

## فیلم‌سازی هرتسوگ در غنا
کبرا ورده فیلمی درام به کارگردانی ورنر هرتسوک است که در سال ۱۹۸۷ منتشر شد. این فیلم در کشورهای برزیل، کلمبیا و غنا فیلم‌برداری شد و آخرین همکاری هرتسوک و کلاوس کینسکی به‌شمار می‌رود.

## از ۱۹۹۷ تاکنون
سینمای نیجریه در سال ۱۹۹۷ به کمک سینمای بحران زده غنا آمد. فیلم‌سازان اهل نیجریه به غنا آمدند و فیلم‌های مشترک تولید کردند. فرانک راجا آراسی از مهمترین کارگردانانی بود که در این دهه علاوه بر تولید فیلم مشترک به آموزش نیز پرداخت و نسل جدیدی از بازیگران غنایی را بوجود آورد که از مهمترین آن‌ها ون ویکر، جکی ابیا، مجید میشل، آیفون نیلسون، جان دوملو، نادیا بواری و ایفن اوکورو قابل اشاره هستند. از فیلم‌های دهه اخیر تولید مشترک بین این ۲ کشور ۴ بازی (۲۰۱۰) و قرارداد (۲۰۱۲) قابل ذکر هستند. در حال حاضر شرلی فریمپونگ-مانسو کارگردان زن غنایی با فیلم‌های قصه یک نیش (۲۰۱۰) و مات (۲۰۱۰) از سرشناس‌ترین کارگردانان بدنه سینمایی غنااست.

## جایزه فیلم غنا
جایزه فیلم غنا نام یک جایزهٔ سینمایی است که به برترین‌های سینما در کشور غنا اهدا می‌شود. نخستین دورهٔ آن در ۲۵ دسامبر ۲۰۱۰ در مرکز همایش‌های بین‌المللی آکرا برگزار شد.